# Gypsy 83
Gypsy 83 es una película dramática estadounidense escrita y dirigida por Todd Stephens. Protagonizada por Sara Rue y Kett Turton, relata la historia de dos jóvenes góticos, Gypsy y Clive, que viajan a Nueva York a un festival anual en honor a su ídolo musical, Stevie Nicks.

## Sinopsis
Gypsy Vale (Sara Rue), de 25 años, y Clive Webb (Kett Turton), de 18 años, son dos góticos que viven en Sandusky, Ohio. Los padres de Gypsy, Ray (John Doe) y Velvet (Marlene Wallace), estuvieron una vez en una banda juntos, por lo que Gypsy aspira convertirse en una cantante famosa, como su ídolo, Stevie Nicks. Por lo pronto, decide emprender un viaje con Clive para asistir a un festival en su honor en la ciudad de Nueva York.

## Reparto
- Sara Rue es Gypsy Vale
- Kett Turton es Clive Webb
- Karen Black es Bambi LeBleau
- John Doe es Ray Vale
- Marlene Wallace es Velvet Vale
- Anson Scoville es Zechariah Peachy
- Paulo Costanzo es Troy
- Carolyn Baeumler es Lois
- Stephanie McVay es Polly Pearl
- Amanda Talbot es Connie
- Vera Beren es Chi Chi Valenti
- Andersen Gabrych es Banning